# ويزلي كوتن
ويزلي كوتن (بالإنجليزية: Wesley Cotton)‏ هو لاعب دوري الرغبي بريطاني، ولد في 9 يونيو 1977 في ويغان في المملكة المتحدة.